# Smoleńska Państwowa Akademia Kultury Fizycznej, Sportu i Turystyki
Smoleńska Państwowa Akademia Kultury Fizycznej, Sportu i Turystyki (ros. Смоленская государственная академия физической культуры, спорта и туризма) – rosyjska państwowa uczelnia wyższa typu akademickiego w Smoleńsku, kształcąca w dziedzinie kultury fizycznej, nauk pedagogicznych, rekreacji, turystyki, pracy z młodzieżą, organizacji imprez plenerowych. 

## Kampusy i budynki uniwersyteckie
Akademia posiada cztery budynki akademickie, 11 sal specjalistycznych, halę z dwoma boiskami do piłki nożnej, kompleks strzelnic, tor do jazdy na rolkach. Istnieją trzy akademiki, centrum komputerowe, biblioteka licząca 160 tys. woluminów literatury naukowej i edukacyjnej, centrum rehabilitacji i odnowy.